# بربنسکول
بربنسکول (به لاتین: Brebeneskul) یک کوه در اوکراین است که در استان زاکارپاتیا واقع شده‌است. بربنسکول ۲٬۰۳۵ متر بالاتر از سطح دریا واقع شده‌است.